# Пам'ятник Михайлу Щепкіну (Суми)
Па́м'ятник Миха́йлу Ще́пкіну (російська назва пам'ятника «Идущий Щепкин») в Сумах — бронзовий пам'ятник в місті Суми, що знаходиться біля Сумського обласного театру ім. М. С. Щепкіна, на Театральні площі. Скульптура зображує українського актора XIX ст. Михайла Щепкіна (1788—1863), який йде. В правій руці він тримає тростину, в лівій — капелюха.

## Історія
Автором сумського пам'ятника Михайлові Щепкіну є скульптор Анатолій Смєлий, роботи якого знаходяться також в Харкові та Бєлгороді. Відкриття скульптури було приурочене до річниці з дня народження відомого актора, у 1989 році.
Слід додати, що скульптор зробив декілька копій пам'ятника. Одна з них була встановлена у 1995 р. в холі театру ім. Щепкіна в місті Бєлгороді, де в 2000 р. була випадково розбита під час ремонту приміщення. А. С. Смєлий подав до суду на адміністрацію театру, бо ті не змогли зберегти його творіння і цим заділи його честь та професійну репутацію. Загальна сума позову склала 700 тис. російських рублів (бл. 25 тис. доларів). 2002 року суд Бєлгорода відхилив даний позов скульптора, пояснюючи це тим, що відповідно до закону справжнім авторським твором, в даному випадку пам'ятником, вважається бронзова скульптура «Щепкін, що йде», яка розташована в Сумах, в Україні. І копія з неї не може вважатися авторською.